# 沼生纓鬚鰍
沼生纓鬚鰍為輻鰭魚綱鯉形目沙鰍科的其中一種，為熱帶淡水魚，分布於亞洲湄公河、湄南河及馬來半島北部流域，體長可達30公分，棲息在泥底質或岩石底質的溪流底層水域，在夜間或清晨活動，以軟體動物、昆蟲、蠕蟲等為食，生活習性不明，可做為食用魚及觀賞魚。

## 扩展阅读
維基物種上的相關：沼生纓鬚鰍